# Three-Fingered Kate: The Case of the Chemical Fumes
Three-Fingered Kate: The Case of the Chemical Fumes è un cortometraggio muto del 1912 diretto da H.O. Martinek.
Kate è interpretata da Ivy Martinek, sorella del regista.

## Produzione
Il film fu prodotto dalla British & Colonial Kinematograph Company.

## Distribuzione
Distribuito dalla Moving Pictures Sales Agency, uscì nelle sale cinematografiche britanniche nell'agosto 1912.

## Episodi della serie
- The Exploits of Three-Fingered Kate, regia di J.B. McDowell (1909)
- Three-Fingered Kate: Her Second Victim, the Art Dealer, regia di H.O. Martinek (1909)
- Three-Fingered Kate: Her Victim the Banker o Three Fingered Kate, regia di H.O. Martinek (1910)
- Three-Fingered Kate: The Episode of the Sacred Elephants, regia di H.O. Martinek (1910)
- Three-Fingered Kate: The Wedding Presents, regia di Charles Raymond (1912)
- Three-Fingered Kate: The Case of the Chemical Fumes, regia di H.O. Martinek (1912)
- Three-Fingered Kate: The Pseudo-Quartette, regia di H.O. Martinek (1912)